# ДТ-75

Будова двигуна СМД-14

ДТ-75 — гусеничний сільськогосподарський трактор загального призначення. Наймасовіший гусеничний трактор в СРСР. 

## Історія
Трактор був впроваджений у виробництво у 1963 році, на Волгоградському тракторному заводі. Завоював трактор собі хорошу репутацію завдяки вдалому поєднанню хороших експлуатаційних властивостей (простоті, економічності, ремонтопридатності) і невисокій вартості в порівнянні з іншими тракторами аналогічного класу. За весь період виробництва ДТ-75 кілька разів модернізувався. Станом на 2009 рік виготовлено більше 2 741 000 одиниць тракторів. У серпні 2009 року з конвеєра заводу зійшла чергова модернізація трактора. Рейстайлінговий трактор обладнаний новою кабіною і пластиковим капотом, новим економічним і екологічним фінським двигуном Sisu, випуск яких налагоджений на Володимирському тракторно-моторному заводі. Має новий індекс ВТ-90В (Торговельна назва «Агромаш 90 ТГ»). Змінився фірмовий окрас трактора з червоного на сіро-блакитній з помаранчевими колірними вставками. Випуск колишньої морально застарілої конструкції ДТ-75ДЕ доки продовжується. Промисловою модифікацією трактора ДТ-75 є трактор Т-90, що відрізняється від базової моделі наявністю опорних шарнірів для навішування фронтального відвала і фронтальних гідроциліндрів управління ним. Крім того, Т-90 має інші передавальні числа трансмісії.